# دابترايب ساوند سيستم
دابترايب ساوند سيستم Dubtribe Sound System هي مجموعة موسيقية إلكترونية مقرها سان فرانسيسكو، أنتجت وأدت عروضًا مباشرة في جميع أنحاء العالم بين عامي 1991 و2005.
تتألف دابترايب من المغنين سانشاين جونز ومونبيم جونز، ولكنها ضمت أيضًا العديد من الموسيقيين المعتصمين والمتجولين على مر السنين.

## روابط خارجية
- الموقع الرسمي السابق على الإنترنت
- دابترايب على ماي سبيس
- ديسكودوغز دوت كوم
- النشوة العالمية في المملكة المتحدة
- تسجيلات داب الإمبراطورية